# Sarata

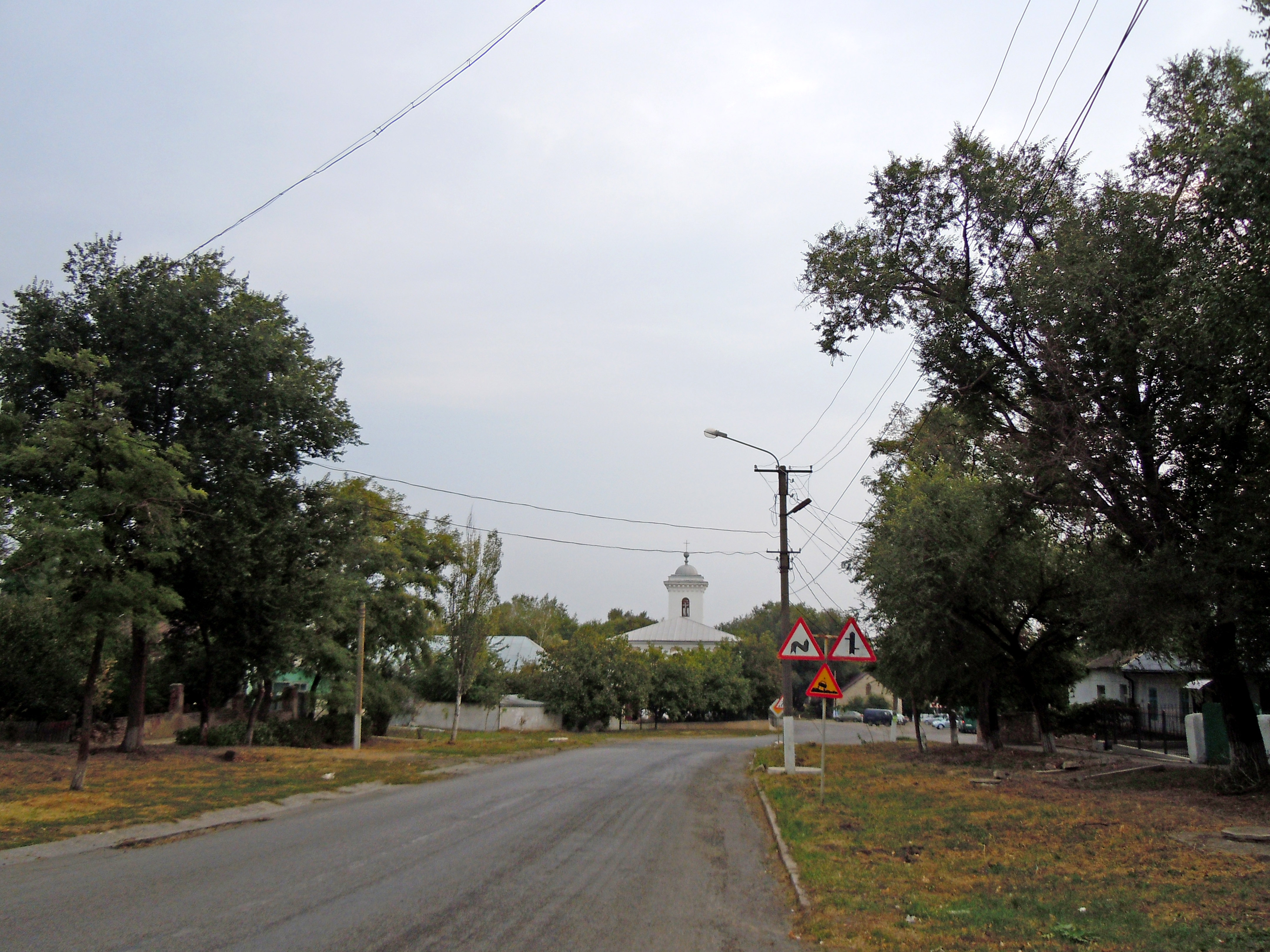
Blick in den Ort

Sarata (ukrainisch und russisch Сарата, rumänisch Sărata) ist eine Siedlung städtischen Typs im Rajon Bilhorod-Dnistrowskyj der ukrainischen Oblast Odessa mit etwa 5000 Einwohnern.
Die Siedlung an der internationalen Fernstraße M 15/E 87 ist 95 km von Ismajil im Südwesten und 65 km von Bilhorod-Dnistrowskyj im Nordosten entfernt.
Die Ortschaft wurde nach dem Fluss Sarata, der sie durchfließt und etwa 20 km weiter südlich in den Sassyksee, einem Liman des Schwarzen Meeres, mündet, benannt. Die Flussbezeichnung leitet sich vom rumänischen Wort sarat  ab, das salzig bedeutet.

## Geschichte

### Gründungsgeschichte der Kolonie Sarata
Der Ort liegt in der historischen Landschaft Bessarabien. Das Gebiet von Bessarabien kam 1812 im Frieden von Bukarest vom osmanischen Vasallenstaat Fürstentum Moldau zusammen mit dem Budschak an das Russische Kaiserreich. Die Neuerwerbung wurde als Kolonisationsgebiet behandelt und zunächst dem Generalgouverneur von Neurussland zugeordnet. Zar Alexander I. rief in einem Manifest von 1813 deutsche Kolonisten ins Land, um die neu gewonnenen Steppengebiete in Neurussland zu kolonisieren. Hier gründeten 1822 deutsche Auswanderer Sarata und seine landwirtschaftlichen Flächen auf zugewiesenen 16.000 Dessjatinen (russ. Flächenmaß, etwa 18.000 ha). Der Ort gehört zu den 24 bessarabiendeutschen Mutterkolonien. Sie wurden von Einwanderern gegründet, während Tochterkolonien später von Bewohnern der Mutterkolonien gegründet wurden.

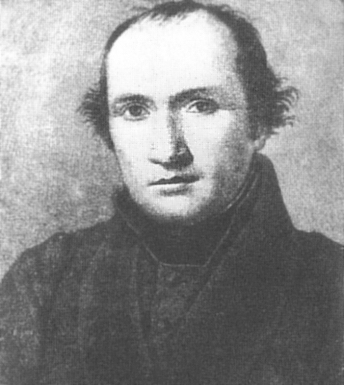
Ortsgründer Ignaz Lindl

Von den Auswanderern, die sich hier 1822 niederließen, kamen etwa 70 Auswandererfamilien aus Bayern und Württemberg sowie ihr Anführer, Pfarrer Ignaz Lindl. Die Familien waren katholischen wie evangelischen Glaubens. Die Kolonisten waren zunächst nach Odessa gezogen und trafen in Planwagen am 19. März 1822 am Fluss Sarata ein, wo sie das Dorf aufbauten. Der wohlhabende Kaufmann Christian Friedrich Werner aus Giengen an der Brenz kam 1823 im Alter von 63 Jahren nach, verstarb aber bereits wenige Monate später in Sarata. Werner vermachte sein Vermögen von 25.000 Rubel in Silber der Gemeinde Sarata. Davon wurde um 1843 eine Kirche errichtet und 1844 entstand die Evangelisch-deutsche Lehrerbildungsanstalt Werner, nach ihrem Stifter auch Wernerschule genannt. Dies war die erste deutschsprachige Lehrerbildungsanstalt im Zarenreich und die einzige in Bessarabien.
Lindl mit seiner charismatischen Ausstrahlung und seiner großen Zuhörerschaft unter den Gläubigen – in Deutschland, Sankt Petersburg und Bessarabien kamen bis zu 10.000 Menschen zu seinen Predigten – hatte auch Feinde. Sie klagten ihn beim Zaren als Volksaufrührer und Sektenführer an. Hinzu kam, dass er als katholischer Priester mit seiner Haushälterin die Ehe einging. Daraufhin wurde Lindl 1823 vom russischen Zaren ausgewiesen. Werners Firmenteilhaber Gottlieb Veygel übernahm als Bürgermeister die Leitung der Gemeinde Sarata, die evangelisch wurde. Er beendete die von Lindl eingeführte Gütergemeinschaft und verteilte das Land an die Familien. Auf Saratas ursprünglicher Landmenge von 16.000 Dessjatinen entstanden darüber hinaus in den 1830er Jahren die bessarabiendeutschen Dörfer Gnadental und Lichtental.

### Vorgeschichte in Deutschland

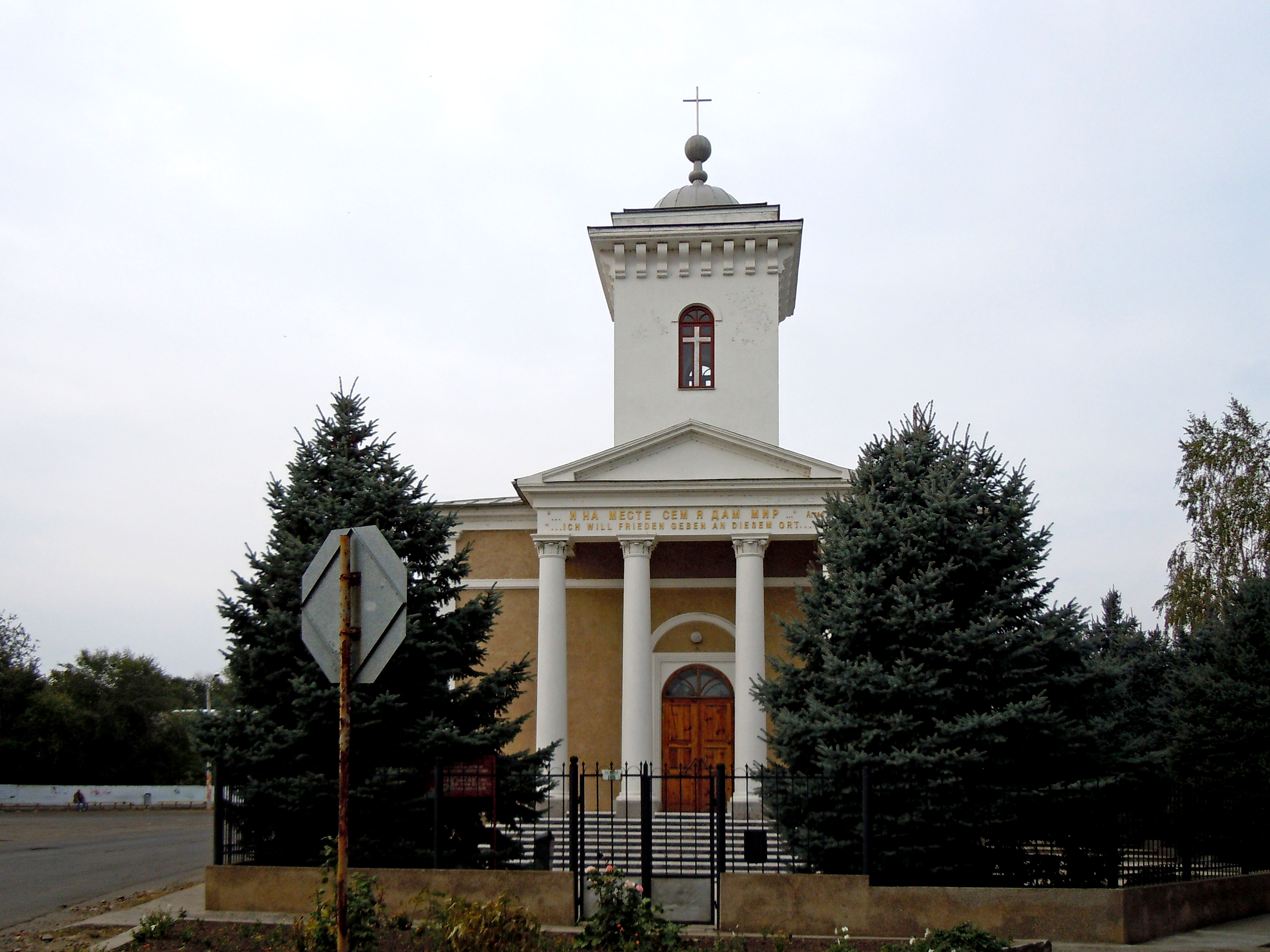
Die Kirche in Sarata

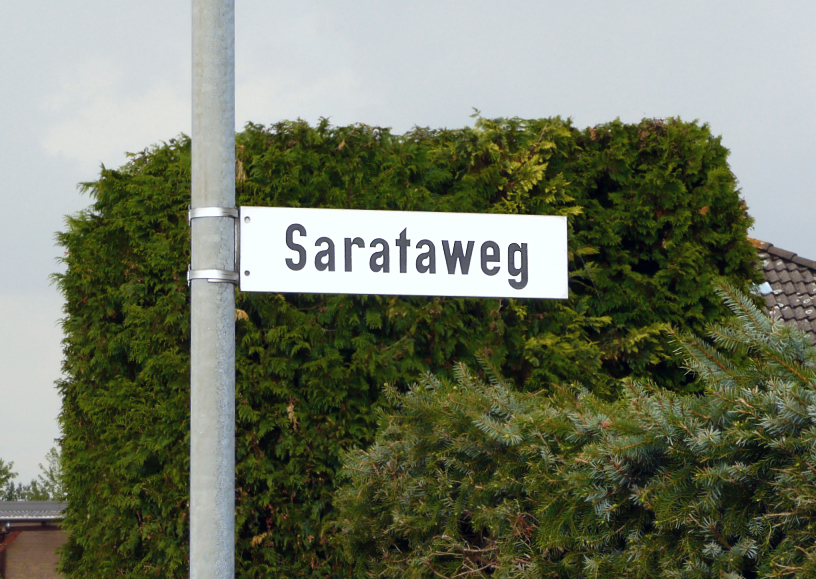
Sarataweg in Schneverdingen

Ignaz Lindl war ein katholischer Priester mit charismatischer Ausstrahlung. Als er noch in Gundremmingen predigte, kam er in Kontakt zu Anhängern der Allgäuer Erweckungsbewegung. Diese katholische Bewegung trug ökumenische Züge und äußerte sich in Form von öffentlichen Predigten und der Befürwortung von gemeinsamem Eigentum und einfachen strengen Riten wie im vermuteten Urchristentum. Als Lindl 1818 durch Erlass von König Maximilian I. Joseph seine erste Pfarrei verlor und in Gundremmingen eine neue fand, wo er Predigten vor mehreren Tausend Menschen abhielt, musste er auch dort gehen. Er traf mit dem russischen Zaren Alexander I. zusammen, der zu dieser Zeit in Deutschland weilte. Der Zar als Freund der Erweckungsbewegung bot Lindl eine Zufluchtsstätte an.
Zunächst predigte Lindl in Sankt Petersburg in Russland. Er konnte dort dem Zaren seinen Wunsch vortragen, im russischen Süden (damals Neurussland), im Gebiet von Odessa, eine Gemeinde zu gründen. Dort 1820 eingetroffen fand er allerdings unter den dortigen deutschen Kolonisten katholischen Glaubens keine Zustimmung zu seinen Ideen. Darum begann er in seiner alten Heimat mit Hilfe des wohlhabenden Kaufmanns Christian Friedrich Werner aus Württemberg und dessen Geschäftsteilhaber Gottlieb Veygel, um Auswanderer nach Bessarabien zu werben. Mit ihnen und Alois Schertzinger gründete er 1822 das neue Kolonistendorf Sarata.

### 20. Jahrhundert
Nach der sowjetischen Besetzung Bessarabiens im Sommer 1940, gedeckt vom Hitler-Stalin-Pakt, schlossen sich die etwa 1.600 bessarabiendeutschen Ortsbewohner im Herbst 1940 der Umsiedlung ins Deutsche Reich unter dem Motto Heim ins Reich an. In sowjetischer Zeit wurde die Kirche als Offiziershaus, Kulturzentrum und Diskothek genutzt, bis sie 1994 auf Initiative des Bessarabiendeutschen Vereins der christlichen Gemeinde zurückgegeben wurde.

## Verwaltungsgliederung
Am 12. Juni 2020 wurde die Siedlung zum Zentrum der neugegründeten Siedlungsgemeinde Sarata (Саратська селищна громада/Saratska selyschtschna hromada), bis dahin bildete sie die gleichnamige Siedlungsratsgemeinde Sarata (Саратська селищна рада/Saratska selyschtschna rada) im Südwesten des Rajons Sarata.
Seit dem 17. Juli 2020 ist sie ein Teil des Rajons Bilhorod-Dnistrowskyj.
Folgende Orte sind neben dem Hauptort Sarata Teil der Gemeinde:
| Name                     | Name            | Name                                   | Name                     |
| ukrainisch transkribiert | ukrainisch      | russisch                               | rumänisch                |
| ------------------------ | --------------- | -------------------------------------- | ------------------------ |
| Dolynka                  | Долинка         | Долинка (Dolinka)                      | Kunduk                   |
| Kamjanka                 | Кам'янка        | Каменка (Kamenka)                      | -                        |
| Mychajliwka              | Михайлівка      | Михайловка (Michailowka)               | Mihăileni                |
| Myrnopillja              | Мирнопілля      | Миронополье (Mirnopolje)               | Friedensfeld             |
| Nowa Iwaniwka            | Нова Іванівка   | Новая Ивановка (Nowaja Iwanowka)       | Ivănceni                 |
| Nowa Plachtijiwka        | Нова Плахтіївка | Новая Плахтиевка (Nowaja Plachtijewka) | -                        |
| Nowoseliwka              | Новоселівка     | Новоселовка (Nowoselowka)              | Satu-Nou                 |
| Sorja                    | Зоря            | Зоря                                   | Camcic                   |
| Switlodolynske           | Світлодолинське | Светодолинское (Swetlodolinskoje)      | Lichtental, Tretia Stepi |
| Wwedenka                 | Введенка        | Введенка                               | Vădeni                   |

## Söhne und Töchter Saratas
- Immanuel Winkler (1886–1932), geboren in Sarata, Pastor von 1911 bis 1918 in Hoffnungstal und Vorsitzender des „Hauptkomitees des Allrussischen Verbandes russischer Bürger deutscher Nationalität“
- Christian Fieß (1910–2001), Lehrer und Bundesvorsitzender der Landsmannschaft der Bessarabiendeutschen
- Heinz Schöch (* 1940), deutscher Rechtswissenschaftler, Kriminologe und Hochschullehrer
- Paul Keller (1940–2022), deutscher Mineralogie und Hochschullehrer
- Wladyslaw Suprjaha (* 2000), Fußballspieler